# The Stepmother (film 1910 Selig)
The Stepmother è un cortometraggio muto del 1910. Non si conosce il nome del regista, né altri dati certi del film.

## Produzione
Il film fu prodotto dalla Selig Polyscope Company.

## Distribuzione
Distribuito dalla General Film Company, il film - un cortometraggio in una bobina - uscì nelle sale cinematografiche statunitensi il 1º dicembre 1910.